# کریستیانا (شهرستان ورنون، ویسکانسین)
کریستیانا (به انگلیسی: Christiana) یک منطقهٔ مسکونی در ایالات متحده آمریکا است که در شهرستان ورنن، ویسکانسین واقع شده‌است. کریستیانا ۸۷٫۲ کیلومتر مربع مساحت و ۸۷۱ نفر جمعیت دارد و ۳۷۹ متر بالاتر از سطح دریا واقع شده‌است.